# 2260 Neoptolemus
2260 Neoptolemus é um asteroide troiano de Júpiter. Foi descoberto em 26 de novembro de 1975 no Observatório da Montanha Púrpura.